# Xugab

Estats arameus a Mesopotàmia al segle IX aC

Xugab o Sumu fou un estat arameu que existia al segle x aC i s'estenia per l'Eufrates entre Birdejik (territori de Bit Adini) i Samòsata (territori de Kummukh) i tocava per nord o nord-est a territori de Bit Zamani. És esmentat a una inscripció de Salmanassar III (859-824 aC). Fou independent al segle x aC i tributari d'Assíria al segle ix aC, i en aquest segle s'esmenta per darrera vegada.